# Liste der Monuments historiques in Gévezé
Die Liste der Monuments historiques in Gévezé führt die Monuments historiques in der französischen Stadt Gévezé auf.

## Liste der Bauwerke
| Bezeichnung         | Beschreibung                                              | Standort | Kennzeichnung | Schutzstatus | Datum | Bild |
| ------------------- | --------------------------------------------------------- | -------- | ------------- | ------------ | ----- | ---- |
| Château de Beauvais | Schloss, erbaut in der ersten Hälfte des 17. Jahrhunderts | (Lage)   | PA00090582    | Inscrit      | 2009  |      |

## Liste der Objekte
- Monuments historiques (Objekte) in Gévezé in der Base Palissy des französischen Kultusministeriums